# اعلامیه لغو بردگی در مستعمرات فرانسه، ۲۷ آوریل ۱۸۴۸
اعلامیه لغو بردگی در مستعمرات فرانسه، ۲۷ آوریل ۱۸۴۸ (به انگلیسی: Proclamation of the Abolition of Slavery in the French Colonies, 27 April 1848) یک نقاشی در ۱۸۴۹ اثر هنرمند فرانسوی فرانسوا-آگوست بیار است که در کاخ ورسای، فرانسه نگهداری می‌شود.